# Francisco Rizzi
Francisco Rizzi, detto Franco (Caracas, 13 luglio 1964) è un ex calciatore venezuelano, di ruolo centrocampista.

## Carriera

### Club
Ha sempre giocato nel campionato venezuelano.

### Nazionale
Con la maglia della nazionale ha preso parte a due edizioni della Copa América, venendo eliminato in entrambe le occasioni al primo turno.

## Palmarès

### Club

#### Competizioni nazionali
- Campionato venezuelano: 6

Marítimo de V.: 1987, 1988, 1990, 1993
Caracas: 1994–1995, 1996–1997
- Coppa del Venezuela: 4

Marítimo de V.: 1987, 1989
Caracas: 1994, 1995